# Gordelhagedissen
Gordelhagedissen (Zonosaurus) zijn een geslacht van hagedissen uit de familie schildhagedissen (Gerrhosauridae).

## Naam en indeling
De groep werd voor het eerst wetenschappelijk beschreven door George Albert Boulenger in 1887. Vrijwel alle soorten behoorden eerder tot het geslacht van de echte schildhagedissen (Gerrhosaurus). Er zijn zeventien soorten, inclusief de pas in 2006 beschreven soort Zonosaurus maramaintso.

## Verspreiding en habitat
Alle soorten komen voor op het Afrikaanse eiland Madagaskar. Op één soort na komen ze allen endemisch voor en zijn nergens anders ter wereld te vinden. Alleen van de soort Madagaskargordelhagedis (Zonosaurus madagascariensis) komen populaties voor buiten Madagaskar, op de Seychellen en op de Glorieuzen, een eilandengroep die tot Frankrijk behoort.
Alle soorten zijn echte bodembewoners en leven in begroeide gebieden zoals bossen. De wat bekendere madagaskargordelhagedis (Zonosaurus madagascariensis) is een oeverbewoner die langs rivieren leeft in dichte bossen.
Van alle gordelhagedissen wordt alleen de soort Zonosaurus subunicolor beschouwd als bedreigde diersoort door de internationale natuurbeschermingsorganisatie IUCN. Vier soorten staan te boek als kwetsbaar en twee soorten worden potentieel bedreigd.

## Uiterlijke kenmerken
Sommige soorten kunnen met een totale lichaamslengte tot zestig centimeter behoorlijk groot worden, de staart is bijna twee keer zo lang als het lichaam. De voor- en achterpoten zijn goed ontwikkeld en dragen vijf vingers respectievelijk tenen.
De schubben op de rugzijde zijn in regelmatige rijen gelegen, zowel in de lengte als in de breedte. De buikschubben zijn deels over elkaar heen gelegen. De oogleden hebben geen doorzichtig venster zoals bij enkele verwante groepen voorkomt.

## Soortenlijst
| Soorten uit het geslacht Zonosaurus                   | Soorten uit het geslacht Zonosaurus      | Soorten uit het geslacht Zonosaurus                                                                  |
| ----------------------------------------------------- | ---------------------------------------- | --- |
| Naam                                                  | Auteur                                   | Verspreidingsgebied                                                                                  |
| Zonosaurus aeneus                                     | Grandidier, 1872                         | Madagaskar (oosten)                                                                                  |
| Zonosaurus anelanelany                                | Raselimanana, Raxworthy & Nussbaum, 2000 | Madagaskar (zuiden)                                                                                  |
| Zonosaurus bemaraha                                   | Raselimanana, Raxworthy & Nussbaum, 2000 | Madagaskar (zuiden)                                                                                  |
| Zonosaurus boettgeri                                  | Steindachner, 1891                       | Madagaskar (noorden, inclusief Nosy Be)                                                              |
| Zonosaurus brygooi                                    | Lang & Böhme, 1990                       | Madagaskar (noorden, inclusief Nosy Be)                                                              |
| Zonosaurus haraldmeieri                               | Brygoo & Böhme, 1985                     | Madagaskar (noorden)                                                                                 |
| Zonosaurus karsteni                                   | Grandidier, 1869                         | Madagaskar (westen en zuidwesten)                                                                    |
| Zonosaurus laticaudatus                               | Grandidier, 1869                         | Madagaskar                                                                                           |
| Madagaskargordelhagedis (Zonosaurus madagascariensis) | Gray, 1831                               | Madagaskar (inclusief Nosy Be, Nosy Komba, Nosy Sakatia, Nosy Tanikely), Seychellen, Glorieuzen (FR) |
| Zonosaurus maramaintso                                | Raselimanana, Nussbaum & Raxworthy, 2006 | Madagaskar                                                                                           |
| Zonosaurus maximus                                    | Boulenger, 1896                          | Madagaskar                                                                                           |
| Zonosaurus ornatus                                    | Gray, 1831                               | Madagaskar                                                                                           |
| Vierstreepgordelhagedis (Zonosaurus quadrilineatus)   | Grandidier, 1867                         | Madagaskar                                                                                           |
| Zonosaurus rufipes                                    | Boettger, 1881                           | Madagaskar (inclusief Nosy Be)                                                                       |
| Zonosaurus subunicolor                                | Boettger, 1881                           | Madagaskar (inclusief Nosy Be)                                                                       |
| Zonosaurus trilineatus                                | Angel, 1939                              | Madagaskar (zuiden)                                                                                  |
| Zonosaurus tsingy                                     | Raselimanana, Raxworthy & Nussbaum, 2000 | Madagaskar (noorden)                                                                                 |